# 蛇胆草
蛇胆草（学名：Tylophora secamonoides）是夹竹桃科娃儿藤属的植物，是中国的特有植物。分布在中国大陆的广西、海南等地，常生长在山地林中，目前尚未由人工引种栽培。

## 别名
戏班须（广西）